# مارك ريان (كاتب مسرحي)
مارك ريان (بالإنجليزية: Mark Ryan)‏ هو كاتب مسرحي بريطاني، ولد في 2 مارس 1959 في توتنهام في المملكة المتحدة، وتوفي في 31 يناير 2011 في كارديف في المملكة المتحدة بسبب مرض الكبد.